# Saint-Martin-de-Salencey
Saint-Martin-de-Salencey é uma comuna francesa na região administrativa de Borgonha-Franco-Condado, no departamento Saône-et-Loire. Estende-se por uma área de 17 km². Em 2010 a comuna tinha 99 habitantes (densidade: 5,8 hab./km²).